# Noordelijke koningsalbatros
De noordelijke koningsalbatros (Diomedea sanfordi) is een vogel uit de familie van de albatrossen (Diomedeidae). Het is een bedreigde zeevogel die voornamelijk broedt op de Chathameilanden, 800 km oostelijk van Nieuw-Zeeland. Deze vogel is genoemd naar de Amerikaanse ornitholoog Leonard Cutler Sanford (1868-1950).

## Herkenning
De noordelijke en de zuidelijke koningsalbatros werden lang als één soort beschouwd, waarbij de noordelijke soort de ondersoort D. e. sanfordi was. De noordelijke is iets kleiner, met een lengte van 115 cm en een spanwijdte van 270 tot 305 cm. De vogel is wit, met zwarte slagpennen. Over de ondervleugel loopt een dunne band, de snavel is roze en de poten zijn vleeskleurig. De noordelijke koningsalbatros heeft vaak donkere vlekken op de vleugels, soms zijn die helemaal donkerbruin.

## Verspreiding en leefgebied
Het voortplantingsgedrag van de noordelijke koningsalbatros lijkt sterk op dat van de zuidelijke koningsalbatros. De noordelijke soort broedt op eilanden in het zuiden van Nieuw-Zeeland: op Forty-Fours, Big- en Little Sistereiland die tot de Chathameilanden behoren en op Taiaroa Head en Enderby die tot de Aucklandeilanden behoren. De populatie op de Chathameilanden bevat 99% van de totale broedpopulatie en wordt geschat op 6 500 tot 7 000 paren.

## Status
Het verblijfsgebied van de broedpopulatie is zeer beperkt in omvang. In dit gebied hebben in de jaren 1980 hevige stormen gewoed, die het broedgebied van de vogels beschadigden en leidden tot armoedig broedsucces. Hierdoor is het aantal overlevende vogels drastisch afgenomen. Sindsdien heeft de populatie zich gedeeltelijk hersteld en tellingen uit 2008 suggereren dat de populatie over twintig jaar gezien betrekkelijk stabiel is gebleven en wordt dan geschat op 17 000 individuen. Op kleine schaal worden nog eieren en jongen door de bevolking verzameld, maar dit is niet de grootste bedreiging. De noordelijke koningsalbatros staat als bedreigd op de Rode Lijst van de IUCN vanwege het kleine broedgebied en zorgen over de kwetsbaarheid daarvan.